# جون بينينغتون (سياسي)
جون بينينغتون (بالإنجليزية: John Pennington)‏ هو سياسي أسترالي، ولد في 29 أغسطس 1870، وتوفي في 5 أبريل 1945. انتخب عضو الجمعية التشريعية فيكتوريا.